# Підгорні Шарі
Підго́рні Ша́рі (рос. Подгорные Шари, марій. Курыклӱвал Шайра) — присілок у складі Волзького району Марій Ел, Росія. Входить до складу Сотнурського сільського поселення.

## Населення
Населення — 73 особи (2010; 103 у 2002).
Національний склад (станом на 2002 рік):
- марі — 100 %